# Phelipe Megiolaro
Phelipe Megiolaro Alves (* 8. Februar 1999 in Campinas), auch bekannt als Phelipe Megiolaro, ist ein brasilianischer Fußballspieler.

## Karriere

### Verein
Phelipe Megiolaro erlernte das Fußballspielen in den Jugendmannschaften vom SC Barueri, AA Ponte Preta und Grêmio Porto Alegre. Bei Grêmio unterschrieb er auch seinen ersten Vertrag. Der Verein aus Porto Alegre spielte in der ersten Liga, der Série A. Für den Verein bestritt er zwei Erstligaspiele. In der Staatsmeisterschaft von Rio Grande do Sul kam er nicht zum Einsatz. Von Mitte August 2020 bis Dezember 2021 wurde er an den FC Dallas ausgeliehen. Mit dem Franchise aus Frisco, Texas, einem Vorort von Dallas, spielte er zwölfmal in der Major League Soccer. Nach der Ausleihe kehrte er zu Grêmio zurück. Am 15. Februar 2023 zog es ihn nach Asien. Hier unterschrieb er in Japan einen Vertrag bei Vissel Kōbe. Am Ende der Saison feierte er mit dem Verein die japanische Meisterschaft. Nach einer Spielzeit wechselte er im Januar 2024 zum japanischen Zweitligisten Yokohama FC. Am Ende der Saison 2024 wurde er mit Yokohama Vizemeister und stieg in die erste Liga auf.

### Nationalmannschaft
Phelipe Megiolaro spielte 2019 neunmal für die brasilianische U20-Nationalmannschaft. Mit dem Team nahm er an der U20-Südamerikameisterschaft teil. Viermal spielte er von 2019 bis 2020 für die U23-Mannschaft.

## Erfolge
Grêmio
- Staatsmeisterschaft von Rio Grande do Sul: 2019 (ohne Einsatz)

Vissel Kōbe
- Japanischer Meister: 2023 (ohne Einsatz)

Yokohama FC
- Japanischer Zweitligavizemeister: 2024 (ohne Einsatz)  ▲